# Geschichte der Landwirtschaft
Die Geschichte der Landwirtschaft umfasst die weltweiten Entwicklungen bezüglich der Bewirtschaftung des Bodens und der Viehhaltung, die mit dem Ziel der Gewinnung pflanzlicher und tierischer Produkte ausgeübt wurden, von der Neolithischen Revolution bis zur Gegenwart.

## Frühgeschichte der Landwirtschaft

Ausbreitung des Pflanzenanbaus

### Entstehung
Die Anfänge der Landwirtschaft entstanden als Reaktion bereits weitgehend sesshafter Wildbeuterkulturen auf saisonale Nahrungsengpässe, die durch Überjagung von Wildbeständen und die Klimaabkühlung der jüngeren Dryaszeit verursacht wurden. Die Menschen wählten notgedrungen die (ohne entsprechendes Wissen und Technologie) arbeitsaufwändigeren und unsicheren Formen der neuen produzierenden Wirtschaftsweisen von Ackerbau und Viehzucht, da eine Rückkehr zur nomadisierenden Lebensweise nicht mehr möglich und/oder nicht mehr gewollt war. Damit einher ging die zunehmende Umgestaltung der natürlichen Umwelt mit der Folge, dass ein immer größerer Teil der Pflanzen für den Menschen nutzbar wurde. Dies wiederum verbesserte die quantitative Versorgungslage, so dass mehr Menschen pro Flächeneinheit ernährt werden konnten. Eine sich gegenseitig verstärkende Entwicklung der stetig höher werdenden Bevölkerungsdichte und immer intensiveren Formen der Landwirtschaft sowie eine nahezu weltweite Ausbreitung der Landwirtschaft kam in Gang. Bis zum 19. Jahrhundert haben die extensiven Landwirtschaftsformen weltweit die biologische Vielfalt deutlich erhöht. Erst die intensive Landwirtschaft sowie die Übernutzung von Flächen durch den zunehmenden Bevölkerungsdruck führte zu einer Trendumkehr.
Leonid Grinin geht davon aus, dass sich die Landwirtschaft in den Regionen entwickelt hat, wo es geeignete Umweltbedingungen gab – zum Beispiel in Südost-Asien. So fand die erste Kultivierung von Getreide auch im Nahen Osten, also im Alten Ägypten oder in Palästina statt. Grinin setzt den erstmaligen Beginn der Agrarkultur in den Zeitraum von 12.000 bis 9.000 v. Chr., wobei die archäologischen Funde teilweise etwas älter sind. In der Moxos-Ebene wurden bereits vor über 10.000 Jahren Maniok und Kürbisse angebaut.
In der Antike wurden im Mittelmeerraum Weizen, Wein und Ölbäume angebaut, verbunden mit Viehhaltung in den stark entwaldeten Gebirgen. Dazu kamen Obst- und Gemüsebau, der wie der Weinbau von den Römern nach Mitteleuropa übertragen wurde. Die Araber führten den Baumwoll- und Zuckerrohranbau und die Bewässerungstechniken in Spanien ein.
Einfache Werkzeuge wie Hacke, Sichel oder Sense wurden bereits nach Beginn des Feldbaus entwickelt. Die Nutzung von Grabstöcken zum Ausgraben von Wurzeln, Knollen etc. ist in prähistorischer Zeit belegt. Die ersten Ritzpflüge stammen wohl aus dem 5. Jahrtausend v. Chr., doch blieb die Landwirtschaft bis zum Ende des 18. Jahrhunderts in höchstem Maße von der körperlichen Arbeitskraft von Mensch oder Tier geprägt.

### Europa

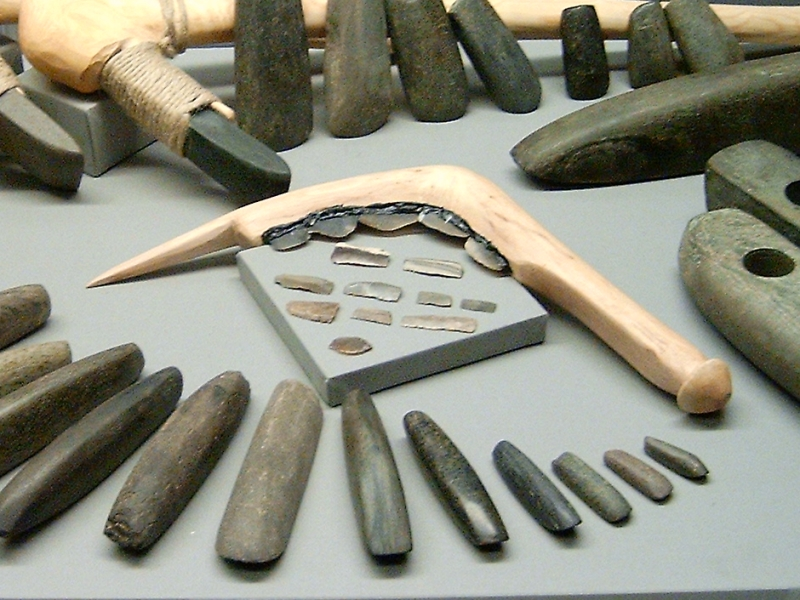
In der Mitte des Bildes ein Erntemesser um 5000 v. Chr., inklusive Rekonstruktionen; die Klingen bestanden aus bearbeiteten Feuerstein. Am linken Bildrand verschiedene Dechselklingen. Historisches Museum der Pfalz, Speyer

Vor etwa 9000 Jahren ließen sich die ersten europäischen Ackerbauern in den griechischen Ebenen von Thessalien nieder. Die Kultur der Linearbandkeramik brachte dann 5700 v. Chr. den Ackerbau vom Balkan entlang der Donau nach Mitteleuropa. Angebaut wurden bei den Bandkeramikern der Emmer (Triticum dicoccum), Einkorn (Triticum monococcum), Dinkel (Triticum aestivum subsp. spelta), Lein (Linum usitatissimum) und die Hülsenfrüchte Linse und Erbse vermutlich im Schwendbau. So weisen geoklimatische bzw. geoökologische Forschungen auf ein sehr mildes Klima während der Ausbreitung der bandkeramischen Kultur in Mitteleuropa hin. Aus Sicht der Klimaentwicklung war das Atlantikum die wärmste Epoche der letzten 75.000 Jahre, die Europa mit regional zeitlichen Unterschieden und kurzzeitigen Unterbrechungen erlebte. Sowohl die Sommer- als auch die Wintertemperaturen lagen 1–2 °C höher als im 20. Jahrhundert. Insbesondere die Winter waren sehr mild.
Doch bereits zuvor gelangte durch die Cardial- oder Impressokultur im 7. Jahrtausend v. Chr. der Ackerbau entlang der italienischen Mittelmeerküste nach Südfrankreich und von dort ins übrige Frankreich und nach Spanien. Eine nach dem französischen Ort La Hoguette benannte Kultur gelangte noch vor der Bandkeramik an Maas und Rhein. Ackerbau wurde zunächst vor allem auf Flussterrassen und Gebieten mit Lössböden betrieben. Zunächst wurde die Waldweide (Hute) und die Laubheugewinnung (Schneitelwirtschaft) in einem engen funktionellen, saisonalen Zusammenhang zur Viehhaltung betrieben. Die weitere Landnahme geschah dann durch Waldrodung.

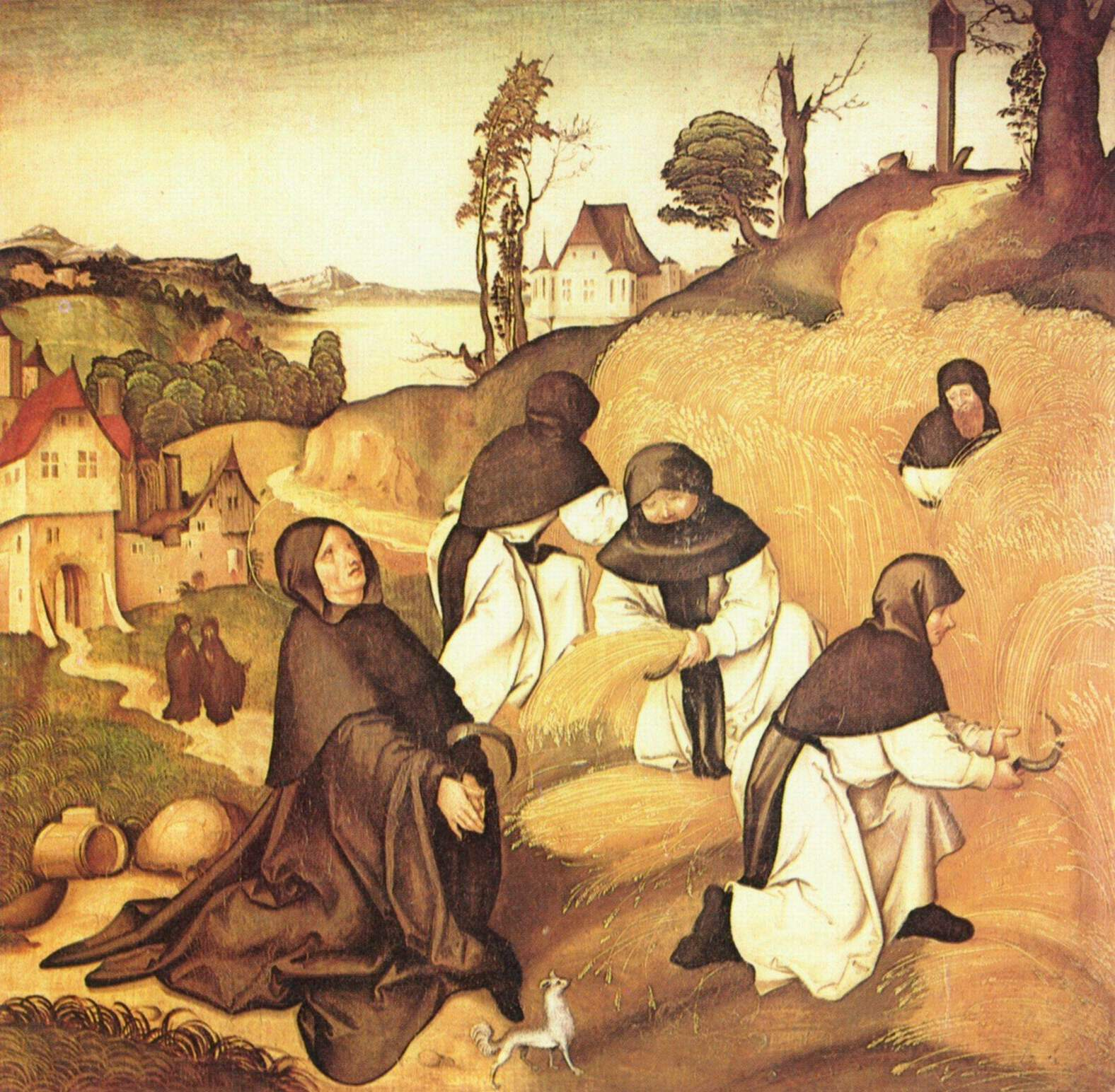
Gemälde aus dem Jahr 1500

Ab dem 6. Jahrtausend v. Chr. erfolgte die Ausbreitung von Pflugbau und später die von Nutzungswechselwirtschaft. Zur Steigerung der Bodenfruchtbarkeit wurde mit Mist gedüngt, wobei Rasenstücke dem tierischen Dung beigemischt wurden.
Aus Funden in alten Keramiken (als Grabbeigaben o. ä.) kennt man einige der von den Kelten angebauten Pflanzen: Dinkel, Emmer, Einkorn, Mohn, Ziegenweizen, Gerste, Rispenhirse, Ackerbohnen, Linsen, Lein zur Öl- und Fasergewinnung.
In Nord- und Osteuropa war neben der Waldrodung das Trockenlegen von Sümpfen und Mooren mittels Entwässerungsgräben eine wichtige Methode zur Gewinnung von Ackerboden.

## Neuere Geschichte der Landwirtschaft

Landarbeit in einer Darstellung um 1470

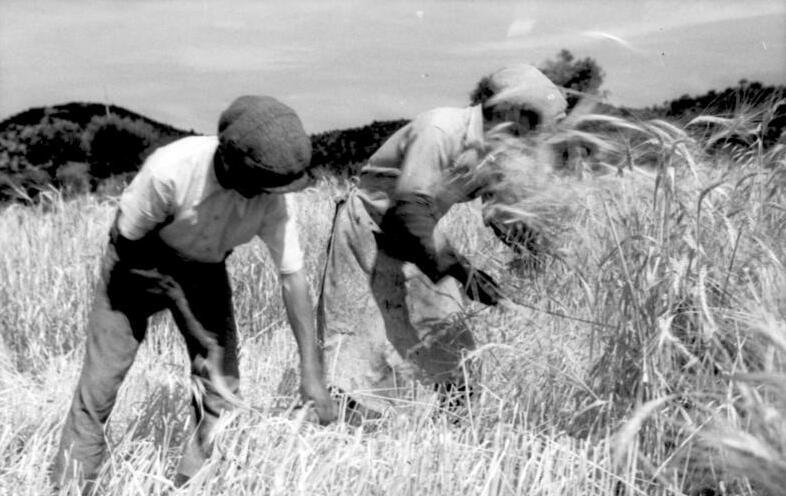
Bauern bei der Ernte von Gerste 1943

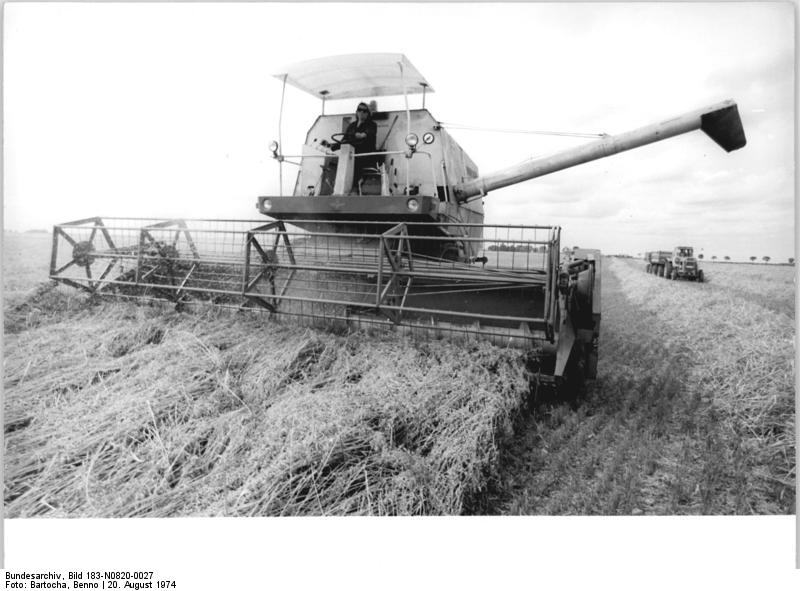
Haferernte im Jahr 1974

Seit dem 8. Jahrhundert setzte sich in Europa die Dreifelderwirtschaft mit Winter- und Sommergetreide sowie einer Brache (einjährige Ruhe der Böden) durch, aber regional gab es durchaus auch noch zahlreiche andere Formen der Fruchtfolge. Die sommerliche Heuernte wurde ein wichtiger Bestandteil der bäuerlichen Arbeitswelt. Das Wort Grummet für ‚zweite Mahd‘ ist seit dem 13. Jahrhundert nachweisbar.
Die neuere Geschichte der Landwirtschaft ist seit dem Dreißigjährigen Krieg durch steigende Getreidepreise, zwischenzeitliche Hungerkrisen und eine Zunahme der Bevölkerung geprägt.
Seit dem 16. Jahrhundert erfolgte eine zunehmende Intensivierung der Landwirtschaft, die traditionelle Dreifelderwirtschaft wurde im 18. Jahrhundert zu einem kontinuierlichen Fruchtwechsel weiterentwickelt. In diese Zeit fällt auch die Verbesserung vorhandener und die Einführung neuer landwirtschaftlicher Techniken (z. B. Bodenwendepflug und Hufbeschlag der Pferde, die zunehmend die vorher als Zugtiere verwendeten Ochsen ersetzten). Durch die gezielte Auswahl von Saatgut und Zuchttieren wurden die Erträge gesteigert. Dazu kamen die Kultivierung von bisherigem Ödland und die Verbreitung neuer Feldfrüchte wie der Kartoffel in Europa – teilweise durch staatliche Maßnahmen.
Für die Zeit ab etwa 1700 wird der Begriff Landwirtschaftliche Revolution verwendet. Um 1800 waren in Bayern noch etwa 75 % aller Arbeitskräfte in der Landwirtschaft tätig.
Das 19. und 20. Jahrhundert waren geprägt durch die weitere Technisierung und Spezialisierung der Landwirtschaft. 1840 beschrieb Justus von Liebig in seinem Werk „Die organische Chemie in ihrer Anwendung auf Agricultur und Physiologie“, kurz „Agriculturchemie“ genannt, die Möglichkeit des Einsatzes von Mineraldünger. Ab Ende des 19. Jahrhunderts konnte synthetischer Dünger hergestellt werden. Während des Ersten Weltkriegs wurde das Haber-Bosch-Verfahren zur bevorzugten großindustriellen Lösung auf diesem Gebiet. Es ermöglichte ebenso wie Erfolge in der Pflanzen- und Tierzüchtung und die Entwicklung neuer Maschinen eine Steigerung der Erträge um ein Vielfaches. Allerdings öffnete sich die Produktivitätsschere zwischen Gebieten mit moderner und traditioneller Landwirtschaft mit dem Höfesterben als anhaltende Folge. Wegen der Knappheit an menschlicher Arbeitskraft bei großen zu bearbeitenden Flächen begann auch die Mechanisierung der Landwirtschaft. Diese Entwicklung war ein längerer Prozess. Die Abwanderung vieler Arbeitskräfte vom Land in die Industriestädte erfasste zunächst die Industrieländer und seit den 1960er-Jahren im Rahmen der Grünen Revolution auch die Entwicklungsländer.
Die europäische Kolonisation war auch der Beginn einer globalen Ausweitung der Agrarwirtschaft und des Welthandels mit Agrarprodukten. Dies umfasste die Übertragung von Produktionsformen in andere Kontinente, die Entstehung einer neuen export- und kapitalorientierten Betriebsform (Plantagenwirtschaft) – oft auf Kosten der Selbstversorgung der Bevölkerung – und die Verbreitung von Kulturpflanzen und Nutztieren weit über ihre ursprünglichen Herkunftsgebiete hinaus (Columbian Exchange).
Trotz verschiedener Bodenreformen nahm die landwirtschaftliche Nutzfläche der einzelnen Betriebe immer wieder zu. In Deutschland wurde Anfang der 1930er Jahre ein Viertel des Ackergrundes von nur 0,2 Prozent aller Bauernhöfe bestellt.
Auf der anderen Seite wurde von staatlicher Seite versucht, durch das Festlegen einer Mindestgröße die wirtschaftliche Zukunft der Betriebe zu sichern. So legte das Reichserbhofgesetz in Deutschland 1933 folgendes fest:„Als Ackernahrung ist diejenige Menge Landes anzusehen, welche notwendig ist, um eine Familie unabhängig vom Markt und der allgemeinen Wirtschaftslage zu ernähren und zu bekleiden sowie den Wirtschaftsablauf des Erbhofs zu erhalten.“ Die Zahl der Einzelbetriebe nahm langfristig ab. So entwickelten sich bei der Landwirtschaft in der DDR für die LPGs die Flächen wie folgt:
- 1960 waren es 280 ha je Betrieb
- 1970 waren es 599 ha je Betrieb
- 1980 waren es 1276 ha je Betrieb
- 1989 waren es 1391 ha je Betrieb

In der Bundesrepublik Deutschland war die Entwicklung der Landwirtschaft von einer zunehmenden Technisierung, einer zurückgehenden Zahl von Betrieben (Höfesterben) und daraus folgend einer wachsenden Flächengröße und Viehanzahl der einzelnen Betriebe geprägt. Zudem wuchs die Bedeutung der Landpacht. Im Gebiet der Bundesrepublik hatte der Anteil der Pachtflächen 1949 rund 12 Prozent betragen und war damit auf einem verglichen mit anderen europäischen Ländern geringen Niveau wie in den Jahrhunderten zuvor verblieben. Bis 1990 wuchs der Pachtanteil auf rund 38 Prozent an. Besonders stark wuchs der Pachtanteil in Regionen mit Realteilung. Einen weiteren Schub erhielt der Pachtflächenanteil durch die deutsche Wiedervereinigung und die Privatisierung ehemals kollektivierter Betriebe. Im Jahr 2016 wurde ein Pachtflächenanteil von 58,5 Prozent erreicht, etwas weniger als in den Jahren zuvor.

## Sozialökologische Betrachtung
Die Verdichtung der Landwirtschaftsgeschichte durch die Wissenschaft der Sozialen Ökologie ergibt vor allem Veränderungen bei den Dimensionen Energie, Zeit und Fläche.

### Energie
Beim Energiefluss in Agrarsystemen wird zunächst zwischen Energieeinsatz und Energieertrag unterschieden. Unter Energieeinsatz wird die Energiemenge subsumiert, die zum Zwecke der Pflanzen- und Tierproduktion eingesetzt wird, d. h. etwa der Einsatz von menschlicher (und ggf. tierischer) Muskelkraft aus metabolisierten Nahrungsmitteln (interner Energieeinsatz) oder der direkte Einsatz von fossilen Energieträgern für die Landmaschinen und der indirekte Energieeinsatz, der durch die Herstellung der Maschinen und anderer Produktionsmittel (Werkzeuge, Futtermittel, Düngemittel, Pestizide usw.) verursacht wurde (externer Energieeinsatz). Für traditionelle Agrarsysteme ist vor allem Biomasse aus der Nahrung relevant, die wiederum in einem Kreislaufsystem in die Produktion zurückfließt. Für industrialisierte Agrarsysteme spielen alle anderen Energieträger (Öl, Gas, Kernbrennstoffe, Wasser, Wind, Sonne usw.) mit Abstand die größte Rolle. Der Energieertrag bezeichnet die Menge an genutzter Energie, die aus der entsprechenden Fläche gewonnen wird. Sie entspricht der zur direkten Ernährung, zur Herstellung von Produkten oder zur Wärmeerzeugung genutzten Biomasseentnahme.
Der Energieeinsatz hat mit der Entwicklung neuer Landwirtschaftsformen drastisch zugenommen. Konventionelle Wildbeuter, Weidetierhalter und Hackbauern setzen ausschließlich Muskelkraft ein, so dass der Energieeinsatz mit rund 0,5 bis unter 400 Megajoule pro Hektar und Jahr (MJ/ha/a) extrem gering ist. Doch selbst hier sind bereits deutliche Unterschiede vorhanden: Hirtennomaden wenden bereits 35 mal soviel Energie wie Wildbeuter auf, Wanderfeldbauern das 330-fache und Wanderweidehirten 855 mal soviel. Der Energieertrag ist bei beiden Tierhüteformen mit rund 390 bis knapp über 1.000 MJ/ha/a zwar bedeutend höher als bei Jägern und Sammlern (2,9 MJ/ha/a), die Energieeffizienz ist jedoch nur ein Fünftel bis knapp halb so hoch. Der Hackbau hingegen ist etwa doppelt bis gut neunmal effizienter als das Jagen und Sammeln und ermöglicht Ausbeuten von 15.000 bis 25.000 MJ/ha/a.
Beim traditionellen Ackerbau (der von einigen Autoren schon nicht mehr zu den traditionellen Wirtschaftsformen gerechnet wird) wird bereits durch den Einsatz des Pfluges mit Hilfe von Zugtieren und in neuerer Zeit durch die Verwendung von Düngemitteln und Geräten aus industrieller Produktion nicht mehr nur menschliche Muskelkraft eingesetzt. Dadurch liegt der Energieeinsatz bereits um 18 mal höher als beim Feldbau. Der Energieertrag hingegen ist im Durchschnitt nur 1,7 mal so hoch. Im ungünstigsten Fall liegt er weniger als halb so hoch wie beim Feldbau, im besten Fall allerdings über 2,5 mal so hoch. Dieses zumeist ungünstige Verhältnis spiegelt sich in der Energieeffizienz wider: In den meisten Fällen ist der primitive Feldbau deutlich effizienter als der traditionelle Ackerbau (im Schnitt mehr als doppelt so hoch, in den Extremen zwischen 0,4 und 16 mal höher).

### Zeit
Der Zeitfaktor bestimmt sich danach, wie viele Menschen einer Gesellschaft wie lange für die Nahrungsproduktion beschäftigt sind (siehe Arbeitszeit). Auch hier wird zwischen dem internen Zeiteinsatz der landwirtschaftlichen Beschäftigten und dem externen Einsatz, der für die Herstellung der Produktionsmittel aufgewendet wird, unterschieden. In vorindustrieller Zeit, in der die Mehrheit der Bevölkerung in der Landwirtschaft arbeitete, richtete sich die Arbeitszeit nach natürlichen Grenzen wie etwa der Tageslänge, im Sommer wurde länger gearbeitet als im Winter.

### Fläche
Die Umwandlung natürlicher Flächen (Biotope) wird auch als „Kolonisierung von Natur“ bezeichnet. Während Wildbeuter die vorhandenen Biotope fast ausschließlich in ihrer natürlichen Zusammensetzung nutzen, nehmen Bodenbauern massive Veränderungen an den bewirtschafteten Flächen vor: Die natürliche Vegetation wird durch züchterisch veränderte Pflanzen ersetzt, der Energie-, Wasser- und Chemiehaushalt wird bewusst beeinflusst, Flächen werden durch Verkehrswege und Gebäude versiegelt usw. Diese Eingriffe sind sehr komplex, so dass ihre Intensität häufig auf die Human Appropriation of Net Primary Production (HANPP, gesellschaftliche Aneignung der Nettoprimärproduktion) reduziert wird, die die Menge der anthropogen produzierten Biomasse auf einer bestimmten Fläche zur Entnahme ins Verhältnis setzt. Man kann ebenso sagen, dass der HANPP sich speziell auf den Eingriff in den Energiefluss bezieht: Je höher der Wert, desto weniger erzeugte Energie steht für die nicht-menschlichen Organismen zur Verfügung. Dieser Wert dient als geeigneter Indikator für die gesamten Folgen der Kolonisierung. Des Weiteren bildet sich die Intensität der Landwirtschaft und der verwendeten Technologie im Endeffekt in der Bevölkerungsdichte ab, in der Zahl der Menschen, die von einer bestimmten Flächeneinheit ernährt werden können, und der spezifischen Flächenproduktivität.